# Brookesia peyrierasi
Brookesia peyrierasi là một loài thằn lằn trong họ Chamaeleonidae. Loài này được Brygoo & Domergue mô tả khoa học đầu tiên năm 1974.

## Hình ảnh

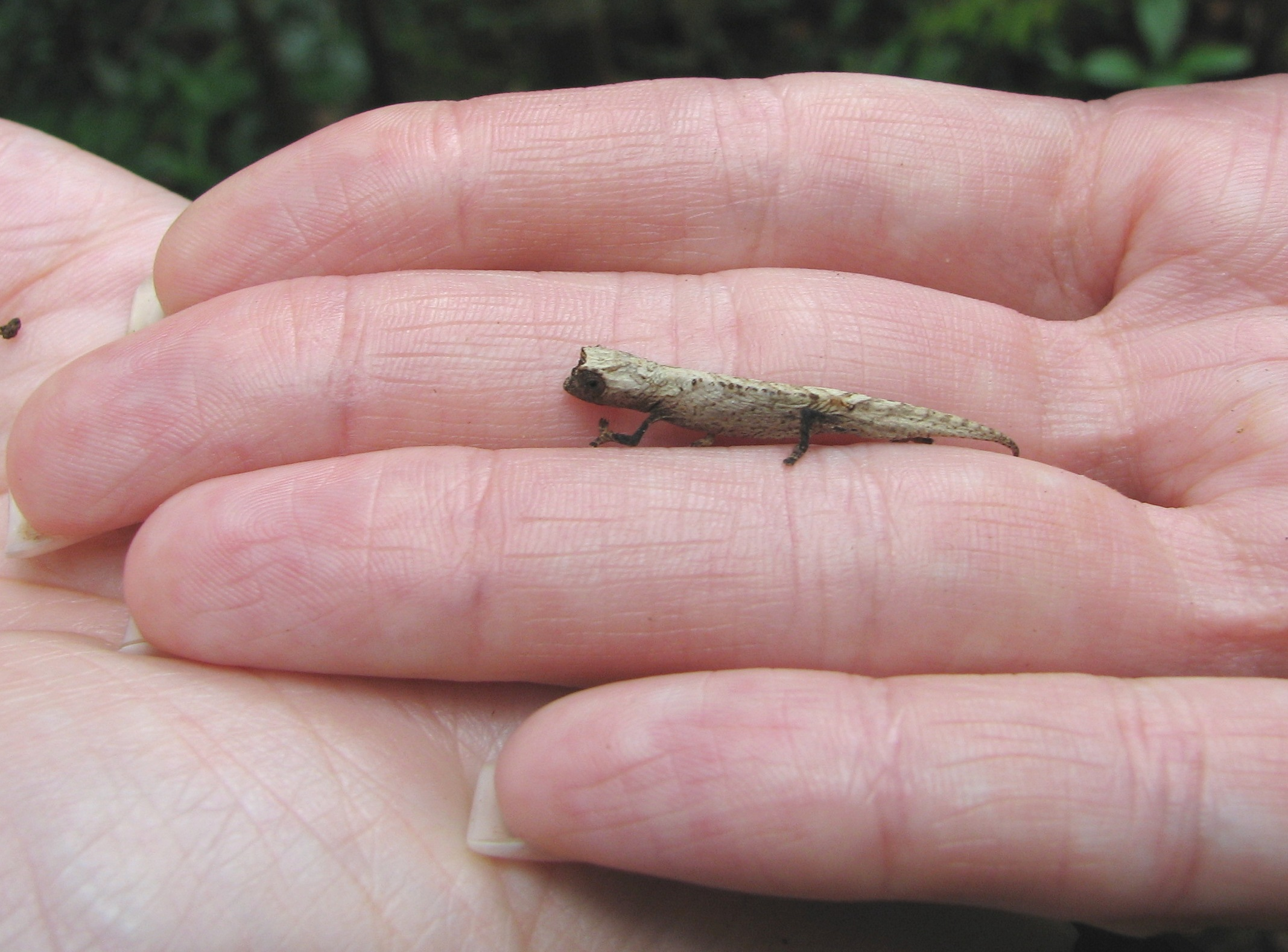